# Sohrābābād
Sohrābābād (persiska: سهراب آباد) är en ort i Iran.   Den ligger i provinsen Lorestan, i den västra delen av landet, 400 km sydväst om huvudstaden Teheran. Sohrābābād ligger 1 692 meter över havet och antalet invånare är 171.
Terrängen runt Sohrābābād är varierad.Runt Sohrābābād är det ganska tätbefolkat, med 56 invånare per kvadratkilometer. Närmaste större samhälle är Nūrābād, 11,6 km norr om Sohrābābād. Trakten runt Sohrābābād består till största delen av jordbruksmark.